# Ensaio clínico
Os ensaios clínicos são um conjunto de procedimentos de investigação e desenvolvimento de medicamentos, que são realizados para permitir que dados de segurança (ou mais especificamente, informações sobre reações adversas e efeitos adversos de outros tratamentos) e eficácia a recolher para as intervenções de saúde (por exemplo, drogas, diagnóstico, dispositivos, protocolos de terapia). Estes ensaios só podem ter lugar após informação satisfatória ser recolhida sobre a qualidade da segurança não-clínica(testes invitro e ensaios com animais) e as autoridades de saúde aprovarem a realização dos ensaios no país no qual será realizado..
Dependendo do tipo de produto e do estágio de seu desenvolvimento, os investigadores inscrevem voluntários saudáveis e/ou pacientes em estudos-piloto, inicialmente pequenos, seguidos por estudos de maior escala, em pacientes que muitas vezes comparam o novo produto com o tratamento atualmente prescrito. Com segurança positiva e dados de eficácia reunidos, o número de pacientes é tipicamente aumentado. Ensaios clínicos podem variar de tamanho de um único centro em um país para estudos multicêntricos em vários países.
Devido ao custo considerável uma série completa de ensaios clínicos normalmente é necessário um patrocinador para pagar todas as pessoas e serviços necessários, que pode ser uma organização governamental, um farmacêutico, ou empresa de biotecnologia. Já que a diversidade de papéis pode exceder os recursos do patrocinador, muitas vezes, um ensaio clínico é gerido por um parceiro terceirizado, como uma organização de investigação por contrato ou uma unidade de ensaios clínicos no setor académico

## Critérios e Objetivos
Existem dois objetivos para testar tratamentos médicos: saber se eles funcionam bem o suficiente, chamados de "eficácia" ou "eficácia"; e saber se eles são seguros o suficiente, chamados de "segurança". Nenhum deles é um critério absoluto; tanto a segurança quanto a eficácia são avaliadas em relação a como o tratamento deve ser usado, quais outros tratamentos estão disponíveis e a gravidade da doença ou condição. Os benefícios devem superar os riscos. :8Por exemplo, muitos medicamentos para tratar o câncer têm efeitos colaterais graves que não seriam aceitáveis para um analgésico de venda livre, mas os medicamentos contra o câncer foram aprovados, pois são usados sob os cuidados de um médico e são usados para um tratamento com risco de vida. doença. Nos EUA, os idosos constituem 14% da população, enquanto consomem mais de um terço dos medicamentos. Pessoas com mais de 55 anos (ou uma idade de corte semelhante) são frequentemente excluídas dos ensaios porque seus maiores problemas de saúde e uso de drogas complicam a interpretação dos dados e porque têm capacidade fisiológica diferente das pessoas mais jovens. Crianças e pessoas com condições médicas não relacionadas também são frequentemente excluídas. As mulheres grávidas são frequentemente excluídas devido aos riscos potenciais para o feto . O patrocinador projeta o estudo em coordenação com um painel de investigadores clínicos especializados, incluindo quais tratamentos alternativos ou existentes devem ser comparados com o novo medicamento e quais tipos de pacientes podem se beneficiar. Se o patrocinador não puder obter sujeitos de teste suficientes em um local, os investigadores de outros locais são recrutados para participar do estudo.
Durante o estudo, os investigadores recrutam indivíduos com as características predeterminadas, administram o(s) tratamento(s) e coletam dados sobre a saúde dos indivíduos por um período de tempo definido. Os dados incluem medições como sinais vitais, concentração do medicamento em estudo no sangue ou tecidos, alterações nos sintomas e se ocorre melhora ou piora da condição visada pelo medicamento em estudo. Os pesquisadores enviam os dados ao patrocinador do estudo, que analisa os dados agrupados usando testes estatísticos .
Exemplos de objetivos de ensaios clínicos incluem avaliar a segurança e a eficácia relativa de um medicamento ou dispositivo:
- Em um tipo específico de paciente
- Em dosagens variadas
- Para uma nova indicação
- Avaliação para maior eficácia no tratamento de uma condição em comparação com a terapia padrão para essa condição
- Avaliação do medicamento ou dispositivo do estudo em relação a duas ou mais intervenções já aprovadas/comuns para essa condição

Enquanto a maioria dos ensaios clínicos testa uma alternativa à nova intervenção, alguns expandem para três ou quatro e podem incluir um placebo . Exceto para ensaios pequenos, em um único local, o desenho e os objetivos são especificados em um documento chamado protocolo de ensaio clínico . O protocolo é o "manual de operação" do estudo e garante que todos os pesquisadores realizem o estudo da mesma maneira em indivíduos semelhantes e que os dados sejam comparáveis em todos os indivíduos.
Como um ensaio é projetado para testar hipóteses e monitorar e avaliar rigorosamente os resultados, pode ser visto como uma aplicação do método científico, especificamente a etapa experimental.
Os ensaios clínicos mais comuns avaliam novos produtos farmacêuticos, dispositivos médicos, biológicos, terapias psicológicas ou outras intervenções. Ensaios clínicos podem ser necessários antes que uma autoridade reguladora aprove a comercialização da inovação.

## Fases
Os ensaios clínicos envolvendo novos medicamentos são comumente classificados em quatro fases . Cada fase do processo de aprovação de medicamentos é tratada como um ensaio clínico separado. O processo de desenvolvimento de medicamentos normalmente passará pelas fases I-IV ao longo de muitos anos, frequentemente envolvendo uma década ou mais. Se o medicamento passar com sucesso pelas fases I, II e III, geralmente será aprovado pela autoridade reguladora nacional para uso na população em geral. Os ensaios de fase IV são realizados após a comercialização do medicamento, diagnóstico ou dispositivo recém-aprovado, fornecendo avaliação sobre riscos, benefícios ou melhores usos.
| Fase            | Pessoas                    | Duração         | Objetivo principal |
| 0 (pré-clínica) | aprox. 10–15               | Semanas         | Farmacocinética, Farmacodinâmica, testes com doses subterapêuticas, por exemplo microdosagem. Estudos de "ligação" e relação dose-efeito em órgão isolado. |
| I               | aprox. 20–80               | Semanas         | Farmacocinética, Farmacodinâmica, confiança e segurança dos medicamentos em indivíduos saudáveis. Definição de doses e efeitos.                            |
| II              | aprox. 50–200              | Semanas a meses | Avaliação da terapia (Fase IIa), encontrar a dose terapêutica apropriada (Fase IIb)                                                                        |
| III             | aprox. 200–10.000          | Meses a anos    | Significância estatística, autorização de comercialização da terapia. Estudo clínico aleatorizado controlado multicêntrico. São os mais caros e demorados. |
| IV              | de aprox. 1000 até milhões | Anos            | Descrição de casos de efeitos adversos e descrição de padrão de uso do medicamento.                                                                        |

## Testes de dispositivos
Da mesma forma que os medicamentos, os fabricantes de dispositivos médicos nos Estados Unidos são obrigados a realizar ensaios clínicos para aprovação de pré-comercialização . Testes de dispositivos podem comparar um novo dispositivo a uma terapia estabelecida ou podem comparar dispositivos semelhantes entre si. Um exemplo do primeiro no campo da cirurgia vascular é o Open versus Endovascular Repair (ensaio OVER) para o tratamento do aneurisma da aorta abdominal, que comparou a técnica de reparo da aorta aberta mais antiga com o dispositivo de reparo endovascular mais recente. Um exemplo disso são os ensaios clínicos com dispositivos mecânicos utilizados no tratamento da incontinência urinária feminina adulta.. Em geral segundo ReBEC (orgão primário de registro da WHO) não se exige as 4 fases de testes em  dispositivos para sua aprovação; no formulário quando se pede qual fase é recomendado deixar em branco. 

## Teste de Procedimentos Médicos
Assim como os medicamentos, os procedimentos médicos ou cirúrgicos podem ser submetidos a ensaios clínicos, como estudos caso-controlados para intervenções cirúrgicas.

## Custos
Os custos dos ensaios clínicos podem chegar a bilhões de dólares por medicamento aprovado. O patrocinador pode ser uma organização governamental ou uma empresa farmacêutica, de biotecnologia ou de dispositivos médicos . Certas funções necessárias ao estudo, como monitoramento e trabalho de laboratório, podem ser gerenciadas por um parceiro terceirizado, como uma organização de pesquisa contratada ou um laboratório central. Apenas 10 por cento de todos os medicamentos iniciados em ensaios clínicos em humanos se tornam medicamentos aprovados . O critério para investimento em ensaios clínicos por parte de investidores tem sido principalmente a exclusividade de fabricação alem da patente, o que privilegia medicamentos sintéticos e relega a marginalização, a maioria da pesquisa científica ligada a produtos naturais, patentes vencidas, fórmulas fáceis de se copiar , equipamentos e protocolos baratos e que não tenham exclusividade de fabricação. Os ensaios clínicos são apenas uma pequena parte da pesquisa que leva ao desenvolvimento de um novo tratamento. Drogas potenciais, por exemplo, primeiro precisam ser descobertas, purificadas, caracterizadas e testadas em laboratórios (em estudos com células e animais) antes de serem submetidas a ensaios clínicos. Ao todo, cerca de 1.000 medicamentos em potencial são testados antes que apenas um chegue ao ponto de ser testado em um ensaio clínico, mas isto em grande parte está relacionado a toxidade dos sintéticos segundo Dr. Richard Beliveu, chefe de laboratorio de pesquisa do câncer em Quebec- Canadá. Por exemplo, um novo medicamento contra o câncer tem, em média, seis anos de pesquisa por trás dele antes mesmo de chegar aos ensaios clínicos, e os que recebem investimento para iniciar ensaios clínicos são quase apenas medicamentos viáveis comercialmente. O maior atraso na disponibilização de novos medicamentos contra o câncer é o tempo que leva para concluir os próprios ensaios clínicos. Em média, cerca de oito anos se passam desde o momento em que um medicamento contra o câncer entra em testes clínicos até receber a aprovação das agências reguladoras para venda ao público. Medicamentos para outras doenças têm cronogramas semelhantes.
Algumas razões pelas quais um ensaio clínico pode durar vários anos:
- Para condições crônicas, como o câncer, leva meses, se não anos, para ver se um tratamento contra o câncer tem efeito sobre um paciente.
- Para medicamentos que não devem ter um efeito forte (ou seja, um grande número de pacientes deve ser recrutado para observar 'qualquer' efeito), recrutar pacientes suficientes para testar a eficácia do medicamento (ou seja, obter poder estatístico) pode levar vários anos.
- Apenas certas pessoas que têm a doença-alvo são elegíveis para participar de cada ensaio clínico. Os pesquisadores que tratam esses pacientes em particular devem participar do estudo. Em seguida, eles devem identificar os pacientes desejáveis e obter o consentimento deles ou de suas famílias para participar do estudo.

Um ensaio clínico também pode incluir um período de acompanhamento pós-estudo estendido de meses a anos para as pessoas que participaram do estudo, a chamada "fase de extensão", que visa identificar o impacto a longo prazo do tratamento. A maior barreira para a conclusão dos estudos é a escassez de pessoas que participam. Todos os testes de drogas e muitos dispositivos têm como alvo um subconjunto da população, o que significa que nem todos podem participar. Alguns ensaios de drogas exigem que os pacientes tenham combinações incomuns de características da doença. É um desafio encontrar os pacientes apropriados e obter seu consentimento, especialmente quando eles podem não receber nenhum benefício direto (porque não são pagos, o medicamento do estudo ainda não está comprovado que funciona ou o paciente pode receber um placebo). No caso de pacientes com câncer, menos de 5% dos adultos com câncer participarão de testes de medicamentos. De acordo com a Pharmaceutical Research and Manufacturers of America (PhRMA), cerca de 400 medicamentos contra o câncer estavam sendo testados em ensaios clínicos em 2005. Nem todos serão úteis, mas os que forem podem demorar para serem aprovados porque o número de participantes é muito baixo.
Para ensaios clínicos envolvendo potenciais influências sazonais (como alergias transmitidas pelo ar, transtorno afetivo sazonal, gripe e doenças de pele ), o estudo pode ser feito durante uma parte limitada do ano (como a primavera para alergias ao pólen), quando o medicamento pode ser testado. Os ensaios clínicos que não envolvem um novo medicamento geralmente têm uma duração muito menor. (Exceções são estudos epidemiológicos, como o Nurses' Health Study ).

## Administração
Ensaios clínicos projetados por um investigador local e (nos EUA) ensaios clínicos financiados pelo governo federal são quase sempre administrados pelo pesquisador que projetou o estudo e solicitou a concessão. Estudos de dispositivos em pequena escala podem ser administrados pela empresa patrocinadora. Os ensaios clínicos de novos medicamentos são geralmente administrados por uma organização de pesquisa contratada (CRO) contratada pela empresa patrocinadora. O patrocinador fornece o medicamento e supervisão médica. Um CRO é contratado para realizar todo o trabalho administrativo de um ensaio clínico. Para Fases II–IV o CRO recruta pesquisadores participantes, treina-os, fornece-lhes suprimentos, coordena a administração do estudo e a coleta de dados, organiza reuniões, monitora os locais quanto ao cumprimento do protocolo clínico e garante que o patrocinador receba dados de todos os locais. Organizações especializadas em gerenciamento de locais também podem ser contratadas para coordenar com o CRO para garantir a aprovação rápida do IRB/IEC e início mais rápido do local e recrutamento de pacientes. Estágio Os ensaios clínicos de novos medicamentos são frequentemente conduzidos em uma clínica especializada em ensaios clínicos, com farmacologistas dedicados, onde os sujeitos podem ser observados por funcionários em tempo integral. Estas clínicas são frequentemente dirigidas por um CRO especializado nestes estudos.
Em um local participante, um ou mais assistentes de pesquisa (geralmente enfermeiros) fazem a maior parte do trabalho na condução do ensaio clínico. O trabalho do assistente de pesquisa pode incluir alguns ou todos os seguintes: fornecer ao comitê de revisão institucional local (IRB) a documentação necessária para obter sua permissão para conduzir o estudo, auxiliar no início do estudo, identificar pacientes elegíveis, obter o consentimento deles ou suas famílias, administrar o(s) tratamento(s) do estudo, coletar e analisar estatisticamente dados, manter e atualizar arquivos de dados durante o acompanhamento e comunicar-se com o IRB, bem como com o patrocinador e o CRO. No contexto de um ensaio clínico, a qualidade normalmente se refere à ausência de erros que podem afetar a tomada de decisão, tanto durante a condução do ensaio quanto no uso dos resultados do ensaio.

## Divulgação e Marketing dos Ensaios Clínicos
Janet Yang usa o Modelo de Justiça Interacional para testar os efeitos da vontade de conversar com um médico e da inscrição em ensaios clínicos. Os resultados descobriram que os potenciais candidatos a ensaios clínicos eram menos propensos a se inscrever em ensaios clínicos se o paciente estivesse mais disposto a conversar com seu médico. O raciocínio por trás dessa descoberta pode ser que os pacientes estejam satisfeitos com seus cuidados atuais. Outra razão para a relação negativa entre justiça percebida e inscrição em ensaios clínicos é a falta de independência do prestador de cuidados. Os resultados descobriram que existe uma relação positiva entre a falta de vontade de conversar com o médico e a inscrição no ensaio clínico. A falta de vontade de falar sobre ensaios clínicos com os atuais prestadores de cuidados pode ser devido à independência dos pacientes em relação ao médico. Os pacientes que são menos propensos a falar sobre ensaios clínicos estão mais dispostos a usar outras fontes de informação para obter uma melhor visão de tratamentos alternativos. A inscrição em ensaios clínicos deve ser motivada a utilizar sites e publicidade na televisão para informar o público sobre a inscrição em ensaios clínicos.

## Ensaios Clínicos na Era da Internet
A última década assistiu a uma proliferação do uso da tecnologia da informação no planejamento e condução de ensaios clínicos. Os sistemas de gerenciamento de ensaios clínicos são frequentemente usados por patrocinadores de pesquisas ou CROs para ajudar a planejar e gerenciar os aspectos operacionais de um ensaio clínico, particularmente no que diz respeito aos locais de investigação. Análises avançadas para identificar pesquisadores e locais de pesquisa com experiência em uma determinada área utilizam informações públicas e privadas sobre pesquisas em andamento. A captura eletrônica de dados (EDC) baseada na Web e os sistemas de gerenciamento de dados clínicos são usados na maioria dos ensaios clínicos para coletar dados de relatórios de casos de sites, gerenciar sua qualidade e prepará-los para análise. Sistemas interativos de resposta de voz são usados por sites para registrar a inscrição de pacientes usando um telefone e alocar pacientes para um braço de tratamento específico (embora os telefones estejam sendo cada vez mais substituídos por ferramentas baseadas na web (IWRS) que às vezes fazem parte do sistema EDC) . Embora os resultados relatados pelos pacientes fossem muitas vezes baseados em papel no passado, as medições estão sendo cada vez mais coletadas usando portais da web ou dispositivos portáteis ePRO (ou eDiary), às vezes sem fio. O software estatístico é usado para analisar os dados coletados e prepará-los para submissão regulatória. O acesso a muitos desses aplicativos está cada vez mais agregado em portais de ensaios clínicos baseados na web. Em 2011, a FDA aprovou uma Fase Teste que usou telemonitoramento, também conhecido como monitoramento remoto de pacientes, para coletar dados biométricos nas residências dos pacientes e transmiti-los eletronicamente ao banco de dados do estudo. Essa tecnologia fornece muito mais pontos de dados e é muito mais conveniente para os pacientes, porque eles têm menos visitas aos locais de teste.

## CONEPs e Aprovação Ética
Os ensaios clínicos são supervisionados de perto pelas autoridades reguladoras apropriadas. Todos os estudos envolvendo uma intervenção médica ou terapêutica em pacientes devem ser aprovados por um comitê de ética supervisor antes que a permissão seja concedida para executar o estudo. O comitê de ética local tem poder de decisão sobre como irá supervisionar os estudos não intervencionistas (estudos observacionais ou aqueles que usam dados já coletados). Nos EUA, esse órgão é chamado de Institutional Review Board (IRB); na UE, eles são chamados de comitês de ética . A maioria dos CEPs está localizada no hospital ou instituição do investigador local, mas alguns patrocinadores permitem o uso de um CEP central (independente/com fins lucrativos) para pesquisadores que trabalham em instituições menores.
Para serem éticos, os pesquisadores devem obter o consentimento completo e informado dos sujeitos humanos participantes. (Uma das principais funções do IRB é garantir que os pacientes em potencial sejam adequadamente informados sobre o ensaio clínico. ) Se o paciente não puder consentir por si mesmo, os pesquisadores podem solicitar o consentimento do representante legalmente autorizado do paciente. Na Califórnia, o estado priorizou os indivíduos que podem atuar como representantes legalmente autorizados.
Em algumas localidades dos Estados Unidos, o IRB local deve certificar pesquisadores e sua equipe antes que eles possam realizar ensaios clínicos. Eles devem entender a lei federal de privacidade do paciente ( HIPAA ) e as boas práticas clínicas. A Conferência Internacional de Diretrizes de Harmonização para Boas Práticas Clínicas é um conjunto de padrões usados internacionalmente para a condução de ensaios clínicos. As diretrizes visam garantir que "os direitos, a segurança e o bem-estar dos participantes do estudo sejam protegidos".

## Etapas de Aprovação pelo CONEP no Brasil
Primeiramente o coordenador de ensaio clínico deverá ter seu currículo lattes preenchido e atualizado, e se cadastrar na plataforma Brasil do ministério da saúde. Dentro da plataforma ele deverá preencher todo formulário do projeto sendo a última página de formulário destinada a carregar em torno de 20 a 50 documentos  como cartas de autorização assinada pelo diretor da instituição onde serão feitos os testes, cartas de chefes de departamento, carta de solicitação do estudo protocolada e assinada pelo IEPs de cada hospital ,  cartas de comprometimentos e um dos documentos principais denominado TCLE -  Termo de Consentimento Livre e Esclarecido para que seja lido e compreendido, antes da concessão do paciente que vai se submeter aos testes clínicos. 
Em seguida os CEPs terão 30 dias para reunir colegiado e dar sua aprovação ou solicitar revisões, correções  e/ou mais documentos relacionados a pesquisa proposta. Tendo aprovação se iniciam os testes . Para que o estudo fique registrado na internet o coordenador deverá preencher formulários do  REBEC - Registro Brasileiro de Ensaios Clínicos que é a interface de ensaios clínicos brasileiros com a OMS. 
Caso o ensaio clínico seja feito por estudante ou pesquisador de universidade em conjunto com hospital ou clínica, haverá necessidade de aprovação de 2 comitês, da universidade e do hospital. Caso o ensaio clínico dependa apenas da aprovação do hospital,  o pesquisador responsável deverá ter vínculo com a mesma. 

## Historia e Desenvolvimento de Ensaios
Embora a experimentação médica precoce fosse realizada com frequência, geralmente faltava o uso de um grupo controle para fornecer uma comparação precisa para a demonstração da eficácia da intervenção. Por exemplo, Lady Mary Wortley Montagu, que fez campanha pela introdução da inoculação (então chamada variolação) para prevenir a varíola, providenciou que sete prisioneiros que haviam sido condenados à morte fossem submetidos à variolação em troca de sua vida. Apesar de terem sobrevivido e não terem contraído varíola, não houve grupo controle para avaliar se esse resultado era devido à inoculação ou algum outro fator. Experimentos semelhantes realizados por Edward Jenner sobre sua vacina contra a varíola foram igualmente conceitualmente falhos.
O primeiro ensaio clínico adequado foi conduzido pelo médico escocês James Lind . A doença escorbuto, agora conhecida por ser causada por uma deficiência de vitamina C, muitas vezes teria efeitos terríveis sobre o bem-estar da tripulação de viagens oceânicas de longa distância. Em 1740, o resultado catastrófico da circunavegação de Anson atraiu muita atenção na Europa; de 1.900 homens, 1.400 morreram, a maioria deles supostamente por ter contraído escorbuto. John Woodall, um cirurgião militar inglês da Companhia Britânica das Índias Orientais, havia recomendado o consumo de frutas cítricas (tem efeito antiescorbútico ) desde o século XVII, mas seu uso não se difundiu. Lind conduziu o primeiro ensaio clínico sistemático em 1747. Ele incluiu um suplemento dietético de qualidade ácida no experimento após dois meses no mar, quando o navio já estava acometido de escorbuto. Ele dividiu doze marinheiros escorbúticos em seis grupos de dois. Todos receberam a mesma dieta, mas, além disso, o grupo um recebeu um litro de cidra por dia, o grupo dois vinte e cinco gotas de elixir de vitríolo ( ácido sulfúrico ), o grupo três seis colheres de vinagre, o grupo quatro meio litro de água do mar, o grupo cinco recebeu duas laranjas e um limão, e o último grupo uma pasta picante mais um copo de água de cevada . O tratamento do grupo cinco parou depois de seis dias, quando ficaram sem frutas, mas então um marinheiro estava apto para o serviço enquanto o outro estava quase se recuperando. Além disso, apenas o grupo um também apresentou algum efeito de seu tratamento.
Depois de 1750, a disciplina começou a tomar sua forma moderna. O médico inglês John Haygarth demonstrou a importância de um grupo controle para a correta identificação do efeito placebo em seu célebre estudo do remédio ineficaz chamado tratores de Perkin . Outros trabalhos nessa direção foram realizados pelo eminente médico Sir William Gull, 1º Baronete na década de 1860.
Frederick Akbar Mahomed (falecido em 1884), que trabalhou no Guy's Hospital em Londres, fez contribuições substanciais para o processo de ensaios clínicos, onde "separou a nefrite crônica com hipertensão secundária do que hoje chamamos de hipertensão essencial . Ele também fundou o Registro de Investigação Coletiva para a Associação Médica Britânica ; esta organização coletou dados de médicos que praticavam fora do ambiente hospitalar e foi a precursora de ensaios clínicos colaborativos modernos."

## Radomização
Sir Ronald A. Fisher, enquanto trabalhava para a estação experimental de Rothamsted no campo da agricultura, desenvolveu seus Princípios de planejamento experimental na década de 1920 como uma metodologia precisa para o planejamento adequado de experimentos. Entre suas principais ideias, estava a importância da randomização — a atribuição aleatória de indivíduos a diferentes grupos para o experimento; replicação — para reduzir a incerteza, as medições devem ser repetidas e os experimentos replicados para identificar as fontes de variação; bloqueio —para organizar unidades experimentais em grupos de unidades semelhantes entre si, reduzindo assim fontes irrelevantes de variação; uso de experimentos fatoriais — eficientes na avaliação dos efeitos e possíveis interações de diversos fatores independentes.

## Reconhecimento Oficial dos Ensaios Clínicos
O British Medical Research Council reconheceu oficialmente a importância dos ensaios clínicos a partir da década de 1930. O conselho estabeleceu o Comitê de Ensaios Terapêuticos para aconselhar e auxiliar na organização de ensaios clínicos devidamente controlados sobre novos produtos que parecem prováveis, em bases experimentais, terem valor no tratamento de doenças. O Dia Internacional dos Ensaios Clínicos é comemorado em 20 de maio.
O primeiro ensaio curativo randomizado foi realizado no MRC Tuberculosis Research Unit por Sir Geoffrey Marshall (1887-1982). O ensaio, realizado entre 1946 e 1947, teve como objetivo testar a eficácia da estreptomicina química na cura da tuberculose pulmonar . O estudo foi duplo-cego e controlado por placebo .
A metodologia dos ensaios clínicos foi desenvolvida por Sir Austin Bradford Hill, que esteve envolvido nos ensaios com estreptomicina. A partir da década de 1920, Hill aplicou estatística à medicina, participando das palestras do renomado matemático Karl Pearson, entre outros. Ele ficou famoso por um estudo de referência realizado em colaboração com Richard Doll sobre a correlação entre tabagismo e câncer de pulmão . Eles realizaram um estudo de caso-controle em 1950, que comparou pacientes com câncer de pulmão com controles pareados e também iniciou um estudo prospectivo sustentado de longo prazo sobre a questão mais ampla de tabagismo e saúde, que envolveu o estudo dos hábitos de fumar e da saúde de mais de 30.000 pessoas. médicos durante vários anos. Seu certificado de eleição para a Royal Society o chamou de "... o líder no desenvolvimento em medicina dos métodos experimentais precisos agora usados nacional e internacionalmente na avaliação de novos agentes terapêuticos e profiláticos."

## Tipos de Ensaios Clínicos
Os ensaios clínicos são classificados pelo objetivo de pesquisa criado pelos pesquisadores. Em um estudo observacional, os pesquisadores observam os sujeitos e medem seus resultados. Os pesquisadores não gerenciam ativamente o estudo. Em um estudo de intervenção, os pesquisadores dão aos sujeitos da pesquisa um medicamento experimental, procedimento cirúrgico, uso de um dispositivo médico, diagnóstico ou outra intervenção para comparar os sujeitos tratados com aqueles que não receberam tratamento ou o tratamento padrão. Em seguida, os pesquisadores avaliam como a saúde dos sujeitos muda.
Os ensaios são classificados por sua finalidade. Após a aprovação da pesquisa em humanos ser concedida ao patrocinador do estudo, a Food and Drug Administration (FDA) dos EUA organiza e monitora os resultados dos estudos de acordo com o tipo: 
- Ensaios de prevenção procuram maneiras de prevenir doenças em pessoas que nunca tiveram a doença ou para evitar que uma doença retorne. Essas abordagens podem incluir medicamentos, vitaminas ou outros micronutrientes, vacinas ou mudanças no estilo de vida.
- Testes de triagem testam maneiras de identificar certas doenças ou condições de saúde.
- Ensaios de diagnóstico são conduzidos para encontrar melhores testes ou procedimentos para diagnosticar uma doença ou condição específica.
- Os ensaios de tratamento testam medicamentos experimentais, novas combinações de medicamentos ou novas abordagens para cirurgia ou radioterapia .
- Ensaios de qualidade de vida (ensaios de cuidados de suporte) avaliam como melhorar o conforto e a qualidade do atendimento para pessoas com doenças crônicas .
- Ensaios genéticos são conduzidos para avaliar a precisão da previsão de distúrbios genéticos, tornando uma pessoa mais ou menos propensa a desenvolver uma doença.
- Os ensaios epidemiológicos têm como objetivo identificar as causas gerais, padrões ou controle de doenças em grande número de pessoas.
- Ensaios de uso compassivo ou ensaios de acesso expandido fornecem terapêuticas parcialmente testadas e não aprovadas para um pequeno número de pacientes que não têm outras opções realistas. Geralmente, isso envolve uma doença para a qual nenhuma terapia eficaz foi aprovada ou um paciente que já falhou em todos os tratamentos padrão e cuja saúde está muito comprometida para se qualificar para participação em ensaios clínicos randomizados.[56] Normalmente, a aprovação caso a caso deve ser concedida pelo FDA, ANVISA,  e pela empresa farmacêutica para tais exceções.
- Ensaios fixos consideram os dados existentes apenas durante o desenho do ensaio, não modificam o ensaio após seu início e não avaliam os resultados até que o estudo seja concluído.
- Os ensaios clínicos adaptativos usam dados existentes para projetar o estudo e, em seguida, usam resultados provisórios para modificar o estudo à medida que avança. As modificações incluem dosagem, tamanho da amostra, medicamento em teste, critérios de seleção de pacientes e mix de "coquetéis".[57] Ensaios adaptativos geralmente empregam um desenho experimental Bayesiano para avaliar o progresso do ensaio. Em alguns casos, os testes se tornaram um processo contínuo que adiciona e descarta regularmente terapias e grupos de pacientes à medida que mais informações são obtidas.[58] O objetivo é identificar mais rapidamente os medicamentos que têm efeito terapêutico e zerar as populações de pacientes para os quais o medicamento é apropriado.[59][60]

Clinical trials are conducted typically in four phases, with each phase using different numbers of subjects and having a different purpose to construct focus on identifying a specific effect.

## Desenho do Ensaio
Uma distinção fundamental na prática baseada em evidências é entre estudos observacionais e ensaios controlados randomizados . Tipos de estudos observacionais em epidemiologia, como o estudo de coorte e o estudo de caso-controle, fornecem evidências menos convincentes do que o estudo controlado randomizado. Em estudos observacionais, os pesquisadores avaliam retrospectivamente as associações entre os tratamentos administrados aos participantes e seu estado de saúde, com potencial para erros consideráveis no projeto e na interpretação.
Um estudo controlado randomizado pode fornecer evidências convincentes de que o tratamento do estudo causa um efeito na saúde humana. Atualmente, alguns ensaios de drogas de Fase II e a maioria de Fase III são projetados como randomizados, duplo-cegos e controlados por placebo.Randomizado: Cada sujeito do estudo é designado aleatoriamente para receber o tratamento do estudo ou um placebo.
Cego: Os sujeitos envolvidos no estudo não sabem qual tratamento do estudo eles recebem. Se o estudo for duplo-cego, os pesquisadores também não sabem qual tratamento um sujeito recebe. Essa intenção é evitar que os pesquisadores tratem os dois grupos de forma diferente. Uma forma de estudo duplo-cego chamado de projeto "dummy-dummy" permite um seguro adicional contra vieses. Nesse tipo de estudo, todos os pacientes recebem placebo e doses ativas em períodos alternados.
Controlado por placebo: O uso de um placebo (tratamento falso) permite que os pesquisadores isolem o efeito do tratamento do estudo do efeito placebo.
Os estudos clínicos com um pequeno número de participantes podem ser "patrocinados" por pesquisadores únicos ou por um pequeno grupo de pesquisadores e são projetados para testar perguntas simples ou viabilidade para expandir a pesquisa para um estudo controlado randomizado mais abrangente.

## A Ética do Controle Ativo sobre o Placebo
Em muitos casos, dar um placebo a uma pessoa que sofre de uma doença pode ser antiético. Para resolver isso, tornou-se uma prática comum realizar ensaios de "comparador ativo" (também conhecido como "controle ativo"). Em ensaios com um grupo de controle ativo, os indivíduos recebem o tratamento experimental ou um tratamento previamente aprovado com eficácia conhecida.

## Protocolos Mestre
Nesses estudos, vários tratamentos experimentais são testados em um único estudo. Os testes genéticos permitem que os pesquisadores agrupem os pacientes de acordo com seu perfil genético, forneçam medicamentos com base nesse perfil a esse grupo e comparem os resultados. Várias empresas podem participar, cada uma trazendo um medicamento diferente. A primeira dessas abordagens tem como alvo o câncer de células escamosas, que inclui alterações genéticas variadas de paciente para paciente. Amgen, AstraZeneca e Pfizer estão envolvidas, a primeira vez que trabalharam juntas em um teste de estágio final. Os pacientes cujos perfis genômicos não correspondem a nenhum dos medicamentos do estudo recebem um medicamento projetado para estimular o sistema imunológico a atacar o câncer.

## Protocolos do Ensaio
Um protocolo de ensaio clínico é um documento usado para definir e gerenciar o ensaio. É elaborado por um painel de especialistas. Espera-se que todos os investigadores do estudo observem estritamente o protocolo. O protocolo descreve a fundamentação científica, objetivo(s), desenho, metodologia, considerações estatísticas e organização do estudo planejado. Os detalhes do estudo são fornecidos em documentos mencionados no protocolo, como o folheto do investigador . O protocolo contém um plano de estudo preciso para garantir a segurança e a saúde dos participantes do estudo e fornecer um modelo exato para a condução do estudo pelos investigadores. Isso permite que os dados sejam combinados em todos os investigadores/centros. O protocolo também informa os administradores do estudo (geralmente uma organização de pesquisa contratada ). O formato e o conteúdo dos protocolos de ensaios clínicos patrocinados por empresas farmacêuticas, de biotecnologia ou de dispositivos médicos nos Estados Unidos, União Europeia ou Japão foram padronizados para seguir as orientações de Boas Práticas Clínicas emitidas pela Conferência Internacional sobre Harmonização de Requisitos Técnicos para Registro de Medicamentos para Uso Humano (ICH). As autoridades regulatórias no Canadá e na Austrália também seguem as diretrizes do ICH. Revistas como Trials, incentivam os pesquisadores a publicar seus protocolos.

## Consentimento Informado
Ensaios clínicos recrutam sujeitos de estudo para assinar um documento representando seu " consentimento informado ". O documento inclui detalhes como sua finalidade, duração, procedimentos necessários, riscos, benefícios potenciais, contatos-chave e requisitos institucionais. O participante então decide se quer assinar o documento. O documento não é um contrato, pois o participante pode desistir a qualquer momento sem penalidade. O consentimento informado é um processo legal no qual um recruta é instruído sobre fatos importantes antes de decidir se quer participar. Os pesquisadores explicam os detalhes do estudo em termos que o sujeito possa entender. As informações são apresentadas no idioma nativo do sujeito. Geralmente, as crianças não podem fornecer consentimento informado de forma autônoma, mas dependendo de sua idade e outros fatores, podem ser solicitados a fornecer consentimento informado.

## Poder Estatístico
Em qualquer ensaio clínico, o número de sujeitos, também chamado de tamanho da amostra, tem um grande impacto na capacidade de detectar e medir de forma confiável os efeitos da intervenção. Essa habilidade é descrita como seu " poder ", que deve ser calculado antes de iniciar um estudo para descobrir se o estudo vale seus custos. Em geral, um tamanho de amostra maior aumenta o poder estatístico, também o custo. O poder estatístico estima a capacidade de um estudo para detectar uma diferença de um tamanho específico (ou maior) entre os grupos de tratamento e controle. Por exemplo, um ensaio de um lípido -lowering droga versus placebo com 100 pacientes em cada grupo podem ter uma potência de 0,90 para detectar uma diferença entre os grupos de placebo e de ensaio que receberam dosagem de 10 mg/dL ou mais, mas apenas 0,70 para detectar uma diferença de 6 mg/dL. Críticas ao poder estatístico tem sido feitas no sentido de destacar o confliuto de interesse caracterizado por grandes e dispendiosos estudos que quase apenas grandes laboratorios podem bancar.

## Problemas Éticos dos Grupos Placebo
Simplesmente dar um tratamento pode ter efeitos inespecíficos. Estes são controlados pela inclusão de pacientes que recebem apenas um placebo. Os sujeitos são designados aleatoriamente sem informar a qual grupo pertenciam. Muitos ensaios são duplo-cegos para que os pesquisadores não saibam a qual grupo um sujeito é atribuído. Atribuir um sujeito a um grupo placebo pode representar um problema ético se violar seu direito de receber o melhor tratamento disponível. A Declaração de Helsinque fornece diretrizes sobre esta questão.